# Vương Gia Tường

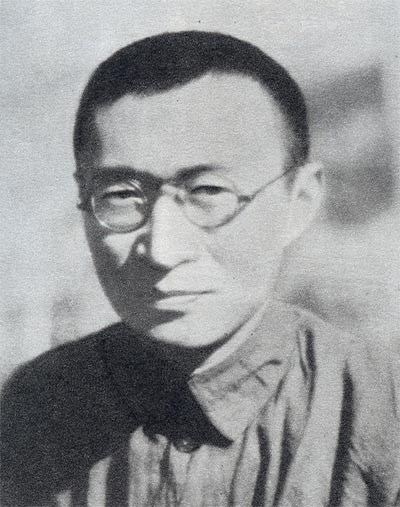
Vương Gia Tường

Vương Gia Tường (Tiếng Trung: 王稼祥; bính âm: Wang Jiaxiang) (1906-1974), một trong những lãnh đạo cao cấp của Đảng Cộng sản Trung Quốc trong giai đoạn đầu.
Vương Gia Tường sinh ngày 15 tháng 8 năm 1906 tại An Huy, khoảng năm 1925 đến Moskva học Đại học Tôn Trung Sơn, bạn học của ông là những nhà lãnh đạo cách mạng Trung Quốc sau này như Vương Minh, Trương Văn Thiên, Bác Cổ... Năm 1928, Vương Gia Tường gia nhập Đảng Cộng sản Trung Quốc.
Trong cuộc Vạn lý Trường chinh Mao (đang mất quyền lãnh đạo Đảng Cộng sản Trung Quốc) đã thuyết phục được Vương Gia Tường đứng về phía mình. Chính Vương Gia Tường đã góp công lớn giúp Mao loại bỏ Otto Braun và Bác Cổ, để trở thành người lãnh đạo tối cao của Hồng quân Trung hoa.
Kết thúc cuộc Vạn lý Trường chinh khi Hồng quân đến Diên An, Vương Gia Tường được gửi đến Moskva làm đại diện của Trung Quốc tại Quốc tế Cộng sản. Tháng 6/1936 Vương Gia Tường trở về Trung Quốc mang theo một thông điệp của Georgi Dimitrov, một trong những nhà lãnh đạo của Quốc tế Cộng sản tại thời điểm đó. Thông điệp của Dimitrov bày tỏ sự ủng hộ với Mao như là người lãnh đạo tối cao của Đảng Cộng sản Trung Quốc. Mặc dù tính xác thực của thông điệp này vẫn còn trong vòng nghi vấn, Mao đã khai thác nó như là bằng chứng quan trọng cho tính hợp pháp vai trò lãnh tụ tối cao của mình.
Trong cuộc chiến tranh chống Nhật của Trung Quốc, Vương Gia Tường được bổ nhiệm làm giám đốc Cục Chính trị, được bầu làm ủy viên Bộ Chính trị Đảng Cộng sản Trung Quốc.
Năm 1943, chính Vương Gia Tường là một trong những người đầu tiên đưa ra khái niệm Tư tưởng Mao Trạch Đông. Sau đó vào năm 1945, Lưu Thiếu Kỳ đề xuất ghi Tư tưởng Mao Trạch Đông vào hiến pháp. Điều trớ trêu là cả Lưu và Vương thể hiện lòng trung thành với Mao Trạch Đông như vậy, nhưng cả hai đều bị thanh trừng trong cuộc Cách mạng Văn hóa do Mao phát động sau này.
Sau khi thành lập nước Cộng hòa Nhân dân Trung Hoa vào năm 1949, Vương Gia Tường được bổ nhiệm làm đại sứ đầu tiên của Trung Quốc tại Liên Xô, và sau đó thứ trưởng Bộ Ngoại giao, vụ trưởng Vụ Quan hệ Quốc tế Trung ương
Trong Cách mạng văn hóa Vương Gia Tường, bị phê phán là theo chủ nghĩa đầu hàng, xét lại, bị đày đi Tín Dương, Hà Nam.
Ông mất năm 1974.